# Medea: Stimmen
Medea: Stimmen ist ein 1996 erschienener Roman von Christa Wolf. In Monologen einzelner Handelnder werden Ereignisse aus dem Umfeld des griechischen Medea-Mythos erzählt. Nach ihrer Erzählung Kassandra widmet sich Wolf damit einer weiteren Frauenfigur aus der griechischen Mythologie.
Medea wird von Christa Wolf als eigenwillige, starke Frau dargestellt, nicht als Mörderin ihrer Kinder und ihres Bruders, als die sie in die Mythologie eingegangen ist. Die Bildung des Mythos selbst wird hinterfragt, indem die Ereignisse (teilweise basierend auf Quellen vor Euripides) umgedeutet und aus der Sicht verschiedener Protagonisten neu erzählt werden.

## Inhalt

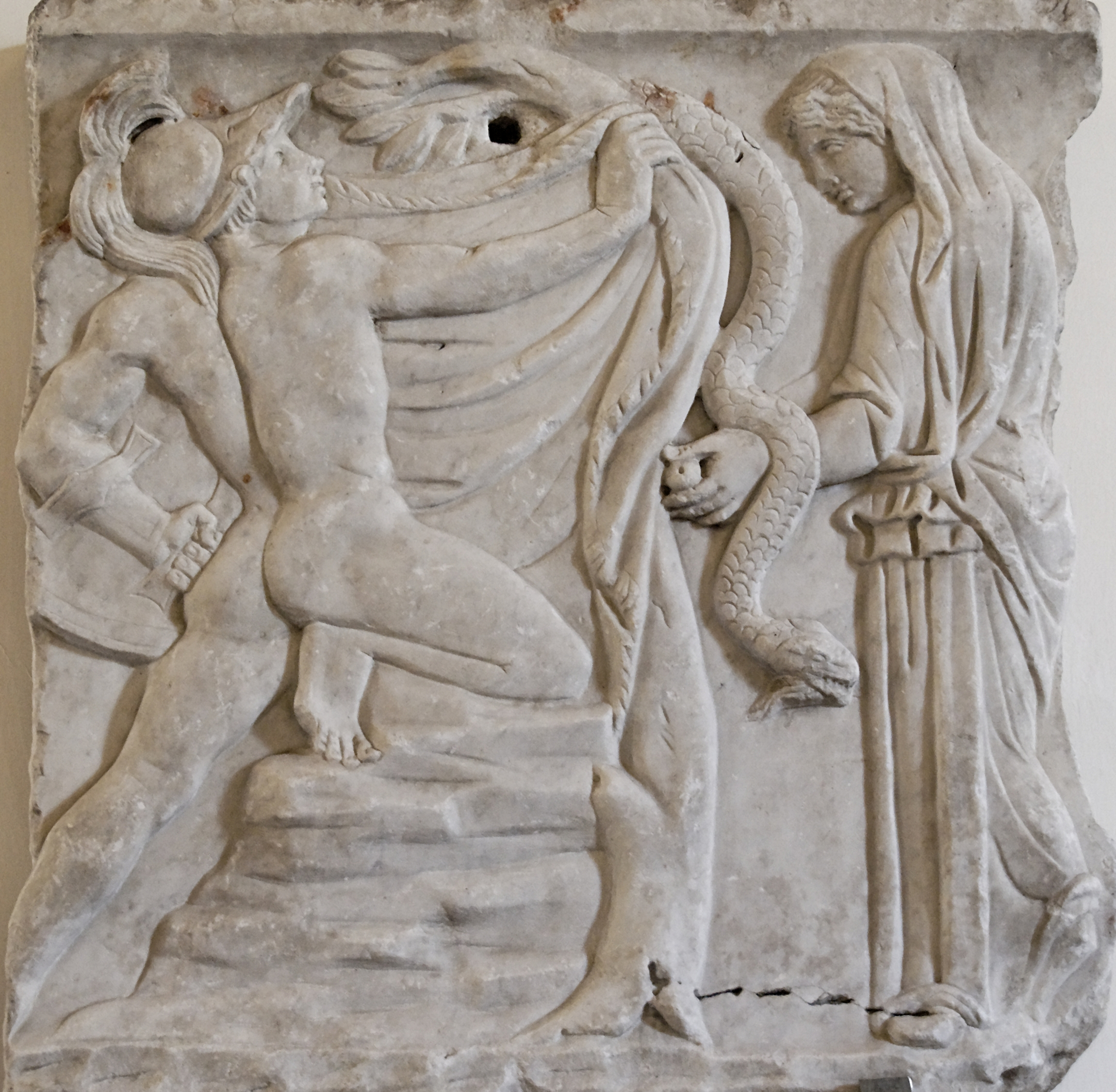
Jason erkämpft sich mit Hilfe Medeas das Goldene Vlies; Relief von einem Sarkophag, zweite Hälfte des 2. Jhs. vor Chr.

Jason, der Sohn des Halbbruders des Königs von Jolkos, fährt mit dem Schiff Argo nach Kolchis an der Ostküste des Schwarzen Meeres, um das Goldene Vlies zurückzufordern, welches sein Onkel Phrixos zuvor auf der Flucht als Gastgeschenk an Kolchis übergeben hatte. Dadurch will er den Anspruch seines Vaters auf den Thron von Jolkos gegenüber dessen Bruder Pelias festigen. Er ist erstaunt über Kolchis, das er sich als den Aufenthaltsort des wertvollen Goldenen Vlieses prunkvoller vorgestellt hat. Kolchis erscheint ihm wild und barbarisch, die Sitten in Kolchis befremden ihn. So werden die toten Männer in Tierhäuten verwahrt an Bäumen aufgehängt und nicht, wie in seiner Heimat üblich, begraben.
Jason trifft auf Medea, die Wasser aus einem Brunnen trinkt, und wird von ihrer Schönheit gefangen genommen. Auf seine Bitten hin führt sie ihn zu ihrem Vater, dem König Aietes. Dieser überdenkt Jasons Gesuch, ihm das Vlies zu überlassen. Am folgenden Abend stellt er ihm die Aufgabe, sich den Weg zum Goldenen Vlies zu erkämpfen. Der Weg dorthin führt über eine Herde wütender Stiere, ein Drache ist zu besiegen, der den Baum, auf dem das Vlies hängt, bewacht. Medea hilft Jason mit ihrer Zauberkraft, die Aufgaben zu bewältigen, und führt dabei den eigenen Vater und die Kolcher hinters Licht. Als Gegenleistung verlangt sie von Jason, sie und andere reisewillige Kolcher mit auf die Argo zu nehmen und mit ihr abzureisen.
Medeas Motiv für den Verrat an ihrem Vater liegt in der Familiengeschichte: Aietes hat seinen Sohn Absyrtos, den jüngeren Bruder Medeas, töten lassen, aus Angst, dieser könne ihm den Thron streitig machen. Notwendig wurde dies, als seine Frau mit einigen ihrer Anhänger, der Herrschaft Aietes' überdrüssig, auf ein altes Gesetz verwies, nach dem der König nur zweimal für sieben Jahre gewählt werden dürfte. Zur Wahl musste ein Gegenkandidat bestimmt werden, der Unterlegene wurde zur Sicherung der Stabilität der Herrschaft des gewählten Siegers getötet. Gemäß diesem Ritus ließ Aietes seinen Sohn Absyrtos am Tag seiner Krönungsfeier töten und konnte so seine Macht halten. Aietes entschied sich für die Macht und gegen die Liebe zu seinem Sohn. Von „hysterischen alten Weibern“ wird Absyrtos' Leiche ritusgemäß zerstückelt: Medea sammelt die Leichenteile ein und wirft sie während ihrer Flucht auf der Argo vor den Augen ihres Vaters, der die Argonauten mit seiner Flotte verfolgt, ins Meer.
Trotz der erfolgreichen Beschaffung des Goldenen Vlieses gelingt es Jason nicht, den Königsthron von Jolkos zu besteigen, sodass das gesamte Gefolge zu Flüchtlingen wird.
Der König von Korinth, Kreon, nimmt Jason, die hochschwangere Medea, die Argonauten und das kolchische Gefolge Medeas in seiner Stadt auf.
Die wohlhabenden Korinther verhalten sich gegenüber den Neuankömmlingen überheblich und eher uninteressiert. Allmählich stellen sich die Unterschiede zwischen Kolcherinnen und Korintherinnen heraus; das als anmaßend empfundene Gehabe der selbstbewussten Kolcherinnen, allen voran Medeas, wird von den Korinthern schlecht aufgenommen.
Nur wenigen Kolchern gelingt es, in Korinth anerkannt und geschätzt zu werden. Presbon, der die Spiele und Feste in Korinth organisiert, ist einer von ihnen. Auch Medea, die wegen ihrer Heilkünste Ansehen erlangt, gehört zunächst zu diesen wenigen, ebenso wie ihre ehemalige Schülerin Agameda.
Die Handlung im Buch setzt bei einem Fest des Königs ein. Medea begleitet Jason, obwohl sich das Paar inzwischen auseinandergelebt hat. Medea ist aus dem Palast vertrieben worden, sie hat durch ihren Stolz und ihren Hochmut das Missfallen der Korinther auf sich gezogen. Jason hingegen bleibt und verteidigt Medea nicht. Unter Einfluss Kreons wird er zunehmend zu einem Korinther. An dem Fest nimmt auch Kreons Frau, die Königin Merope teil, die nur selten gesehen wird und zurückgezogen in einem Flügel des Palastes lebt. Plötzlich steht sie von der Tafel auf und verlässt den Raum, ein Affront gegenüber dem König und seinen Gästen. Medea folgt ihr unbemerkt in einen geheimen Gang des Palastes. Sie entdeckt die Königin, die wimmernd auf eine Stelle an der Wand starrt. Als Merope sich entfernt, geht Medea selbst zu dieser Stelle und ertastet dort ein kindliches Skelett. Es ist das Skelett der Iphinoe, der ersten Tochter des Kreon und der Merope.
Medea trifft sich seit geraumer Zeit mit Glauke, der jüngeren Tochter des Königspaares, die an epileptischen Anfällen leidet. Medea hilft der ungeliebten Glauke dabei, ihr Gedächtnis zu erforschen, um den Grund ihrer epileptischen Anfälle zu finden, was ihr mit Medeas Hilfe schließlich gelingt. Glauke erinnert sich an eine Nacht, in der sie durch ein Geräusch aufwachte und ihre ältere Schwester Iphinoe sah. Iphinoe trug ein weißes Kleid und wurde von bewaffneten Männern und ihrer Amme begleitet. Medea schließt daraus, dass Iphinoe in dieser Nacht getötet wurde.
Medea will dieses Geheimnis für sich behalten, aber Agameda hatte auf dem Fest beobachtet, dass Medea der alten Königin gefolgt war. Sie verbündet sich aus Hass zu Medea mit Presbon und gemeinsam gehen sie zum ersten Astronomen des Königs, Akamas, der einen großen Einfluss auf den König hat. Bekannt ist er dafür, dass er Medea schaden und loswerden will. Sie schmieden einen Plan, um Medeas Ruf bei den Korinthern weiter zu verderben.
Alle drei beginnen, das Gerücht zu verbreiten, Medea selbst habe ihren eigenen Bruder Absyrtos getötet und daher aus Kolchis fliehen müssen.
Während auch Iphinoe unter Berufung der Königin auf altes Brauchtum ihren Vater als Regent ablösen sollte und daraufhin von diesem getötet wurde, hatten Akamas und Kreon sowie weitere Eingeweihte, darunter auch Leukon, der zweite Astronom des Königs, dem Volk von Korinth erzählt, das Mädchen sei von einem mächtigen, jungen König eines fernen Reiches entführt und zur Frau genommen worden. Ähnlich wie in Kolchis, war auch in Korinth die Ursache für den Tod der Tochter der Versuch der Königin, ihrem Mann die Macht zu entreißen, um einen Wechsel der politischen und sozialen Situation der Bürger zu erreichen.
Dies alles erzählt der Astronom Akamas Medea bei einem Gespräch, die aber anzweifelt, dass es keine Alternative gegeben hatte, was ihn wütend und ihr endgültig zum Feind macht. Medea bedauert, nicht in Kolchis geblieben zu sein.
In Korinth ist nach einem Erdbeben, bei dem nicht alle Leichen bestattet werden konnten, die Pest ausgebrochen und viele Menschen sterben, ein fruchtbarer Nährboden für weitere Hetze gegen die fremde, als Zauberin verdächtigte Medea. Medea, die „Hexe“, gilt als Ursache allen Unglücks und wird zum Sündenbock. Ein Pöbel von Korinthern hetzt sie durch die Stadt, möglicherweise von Akamas dafür bezahlt: Medea kann sich in die Werkstatt ihres Geliebten Oistros retten. Leukon, ein guter Freund und Gesprächspartner Medeas, versucht ihr zu erklären, dass es für sie das Beste sei, Korinth zu verlassen, weil viel Schlimmeres zu befürchten sei. Allem Anschein nach will sie ihn jedoch nicht verstehen.
Medea erscheint beim Artemis-Fest in Korinth, während die anderen Kolcher fernbleiben und ein eigenes Fest feiern. Sie hofft, sich so mit den Korinthern versöhnen zu können. Sie mischt sich unter die Korinther und sieht sich an, wie die Stiere für die Göttin Artemis geopfert werden. Medea stimmt nicht in die Lobgesänge der Korinther für Artemis ein. Als sie Agameda begegnet, schleudert die ihr offen das Wort „Scheusal“ ins Gesicht, in den Augen der Korinther der Beweis, dass nun auch die Kolcher Medea hassen, und wieder bringt sie Massen gegen sich auf. Die Fluchtmöglichkeit zu einer Exklave von Kolcherinnen im Umland von Korinth schlägt sie aus.
Als Gefangene aus dem Gefängnis ausbrechen und anfangen, die Gräber der Reichen auszuplündern, geraten die Korinther in Zorn, und wollen ihre Rachlust stillen, indem sie Flüchtlinge, die in dem Tempel Zuflucht fanden, hinrichten. Durch Medeas Eingreifen erreicht sie, dass nur einer der Flüchtlinge geopfert wird und nicht alle. Nachdem sie das Fest verlassen hat, ereignet sich eine Mondfinsternis. Während sich der Mond verfinstert, geht Medea auf das Fest ihrer Kolcher und feiert mit ihnen das Fest ihrer Göttin. Aber auch die Kolcherinnen reagieren hysterisch, als ihr Fest durch das Fällen eines der Bäume ihres heiligen Hains gestört wird. Sie beginnen, den Übeltäter zu suchen und drängen Medea mit sich mit. Als sie Akamas Gehilfen Turon auf frischer Tat ertappen, schneiden sie ihm zur Strafe das Geschlecht ab. Anschließend verschwinden die Kolcherinnen, während Medea bleibt. Sie und Oistros kümmern sich um den bewusstlosen Turon, doch Medea wird schließlich gefangen genommen und von Turon beschuldigt, die Kolcherinnen bei dieser Schandtat angeführt zu haben.
Es gibt eine Gerichtsverhandlung gegen Medea – das Urteil lautet Verbannung aus Korinth. Ihre beiden Söhne sollen beim Vater bleiben. Jason will Glauke heiraten und König von Korinth werden. Am Tag der Verbannung begeht Glauke Selbstmord. Sie war seit der Gerichtsverhandlung, bei der sie zugegen war, verwirrt und unsicher. Medea schenkt Glauke vor der Gerichtsverhandlung ein weißes Kleid als Hochzeitsgeschenk. Als Glauke das Kleid anzieht, kann sie wieder klar denken, sie lockt ihre Leibwächter und Ammen zum Brunnen des Palasthofes, lenkt sie geschickt ab und springt hinein.
Akamas stellt dem Volk auch diesen Selbstmord als Giftmord Medeas dar.
Medea lebt nun mit ihrer Amme und Freundin Lyssa in der Verbannung. Die Korinther steinigen Medeas Söhne. Arinna, Lyssas Tochter, überbringt den Frauen nach Jahren diese Nachricht und erzählt ihnen, dass es in Korinth heißt, Medea habe ihre eigenen Kinder umgebracht. Alle sieben Jahre sollen die Kinder aus Korinth ein Jahr lang Medeas toter Söhne gedenken. So wird man bis in alle Ewigkeit glauben, dass Medea eine Kindsmörderin war.

## Figuren
Die Geschichte wird aus der Sicht sechs verschiedener Personen erzählt: Neben Jason und Medea kommt Glauke zu Wort, die epileptische Tochter Kreons. Sie ist hin- und hergerissen zwischen der Zuneigung zu Medea, die mit ihren Heilkünsten versucht, Glauke ihre Ängste zu nehmen und sie durch den Aufbau von mehr Selbstbewusstsein zu einer selbstbestimmten Person zu machen, und ihrer Ablehnung gegen sie, die ihr durch den Einfluss des Hofes eingeredet wird. Diese drei Personen sind auch aus der antiken Medea bekannt, während Agameda, Akamas und Leukon Romanfiguren sind. Agameda, eine Kolcherin und ehemalige Schülerin Medeas, die in Korinth als Heilerin sehr angesehen ist, lässt ihre guten Kontakte zu den Mächtigen spielen und scheut keine Intrige, um Medea zu zerstören. Sie hasst diese, da Medea die vom Gedanken des gesellschaftlichen Aufstiegs getriebene Agameda in ihrer Jugend, als diese ihre Schülerin war, nicht bevorzugt behandelte, obwohl sie ihre beste Schülerin war. Außerdem hat Medea der verwaisten Agameda die Liebe und Aufmerksamkeit vorenthalten, nach der jene dürstete. Agameda kann ihr dies nicht verzeihen und versucht nun, ihr mit allen Mitteln zu schaden, selbst wenn es ihr eigenes Verderben nach sich ziehen würde. Akamas, der erste Astronom Kreons und eigentlicher, versteckter Machtinhaber Korinths, und Leukon, zweiter Astronom Kreons und enger Freund Medeas, ergänzen die Geschichte und bringen ihre Biografien und Gründe ein, zu Missgunsten Medeas zu handeln bzw. nicht für sie einzutreten.

## Hintergrund und Rezeption
Christa Wolf lehnte das erst von Euripides beim Medea-Drama eingeführte Motiv der Kindestötung einer Heilerin entgegen ihrer gesellschaftlich anerkannten Aufgabe der Stammerhaltung ab. Sie griff auf vor Euripides liegende Versionen zurück, die weder Bruder- noch Kindesmord der Medea kannten. Sie hielt den frühen Medea-Mythos für matriarchalisch, der durch spätere männliche Bearbeitungen entsprechend dem später geltenden Patriarchat umgedeutet wurde. Christa Wolf fragt nach, in wessen Interesse Medea als ehemals wilde Frau zur Mörderin erklärt wurde. Ihre Erzählung der Medea ist auch ein autobiografischer Schlüsselroman persönlicher und politischer Erfahrungen Christa Wolfs, wobei das bescheidene Kolchis ohne Reformwillen auf die Deutsche Demokratische Republik und das am Gold interessierte Korinth auf die Bundesrepublik Deutschland anspielt. Teilweise wird eine Selbstdarstellung Christa Wolfs in der Figur der Medea gesehen. Ein weiteres Thema sind Flucht, Fremdenhass und die Behandlung als Sündenbock. Der Erfolg der Umarbeitung des antiken Stoffes wird sehr unterschiedlich bewertet.

## Ausgabe
- Christa Wolf: Medea. Stimmen. Roman. Suhrkamp, Berlin 2008, ISBN 978-3-518-46008-5.

## Übersetzungen
- arabische Übersetzung von Salima Salih. Al-Kamel, Köln 2001.
- Medea: a modern retelling. englische Übersetzung von John Cullen (Übersetzer). Virago, London 1998, ISBN 1-86049-480-3.
- Medeia: hääled. estnische Übersetzung von Rita Tasa. Eesti Raamat, Tallinn 1997, ISBN 9985-65-103-0.
- Medeia: kertomus kuudelle äänelle. finnische Übersetzung von Oili Suominen. Tammi, Helsinki 2000, ISBN 951-31-1369-8.
- Médée: voix. französische Übersetzung von Alain Lance und Renate Lance-Otterbein. Fayard, Paris 1997, ISBN 2-213-59936-X.
- Medea: voci. italienische Übersetzung von Anita Raja. E/O, Rom 2000, ISBN 88-7641-432-0.
- Medeja. kroatische Übersetzung von Štefica Martić. Demetra, Zagreb 2003, ISBN 953-225-018-2.
- Medėja: balsai. litauische Übersetzung von Rūta Jonynaite. Vaga, Wilna 1998, ISBN 5-415-01350-4.
- Medea: stemmen. niederländische Übersetzung von Tinke Davids. Van Gennep, Amsterdam 1996, ISBN 90-5515-095-9.
- Medea: stemmer. norwegische Übersetzung von Sverre Dahl. Gyldendal, Oslo 1998, ISBN 82-05-25358-7.
- Medeia: vozes. portugiesische Übersetzung von João Barrento. Cotovia, Lissabon 1996, ISBN 972-8028-74-1.
- Medea: röster. schwedische Übersetzung von Margaretha Holmqvist. Norstedt, Stockholm 1997, ISBN 91-1-970242-6.
- Medeja: glasovi. bosnische Übersetzung von Vahidin Preljević. Svjetlost, Sarajevo 2001, ISBN 9958-10-288-9.
- Medeja: glasovi. serbische Übersetzung von Mirjana Milošević-Vitman. Stubovi Kulture, Belgrad 2001.
- Medea. spanische Übersetzung von Miguel Sáenz. Debate, Madrid 1998, ISBN 84-8306-090-6.
- Médeia a jiné hlasy. tschechische Übersetzung von Věra Houbová und Karel Houba. Arista, Praha 2000, ISBN 80-86410-05-6.
- Medeia Sesler. türkische Übersetzung von Turgay Kurultay. Telos Yayıncılık, İstanbul 2000, ISBN 975-545-161-7.

## Sekundärliteratur
- Marianne Hochgeschurz (Hrsg.): Christa Wolfs Medea. Voraussetzungen zu einem Text. Mythos und Bild. DTV, München 2000, ISBN 3-423-12826-7.
- Corinna Viergutz, Heiko Hollweg: „Kassandra“ und „Medea“ von Christa Wolf: utopische Mythen im Vergleich. Königshausen & Neumann, Würzburg 2007, ISBN 978-3-8260-2733-8. (online)
- Volker Krischel: Christa Wolf: Medea. (= Königs Erläuterungen und Materialien. Band 415). Bange Verlag, Hollfeld 2003, ISBN 3-8044-1779-5.
- Stefan Neuhaus: Christa Wolf, Medea und der Mythos. In: Wirkendes Wort. 53 (2003), H. 2, S. 283–294.
- Michael Scheffel: Vom Mythos gezeichnet? Medea zwischen 'Sexus' und 'Gender' bei Euripides, Franz Grillparzer und Christa Wolf. In: Wirkendes Wort. 53 (2003), H. 2, S. 295–307.
- Martin Beyer: Das System der Verkennung: Christa Wolfs Arbeit am Medea-Mythos. Verlag Königshausen & Neumann, Würzburg 2007, ISBN 978-3-8260-3376-6. Auszug online books.google.de
- Jürgen Joachimsthaler: Medea. Deutungen. Christa Wolfs Auseinandersetzung mit einer „Neuen Mythologie“. In: Sabine Fischer-Kania, Daniel Schäf (Hrsg.): Sprache und Literatur im Spannungsfeld von Politik und Ästhetik. Christa Wolf zum 80. Geburtstag. iudicium, München 2011, ISBN 978-3-86205-029-1, S. 52–62.
- Lothar Bluhm: Christa Wolfs „Medea. Stimmen“ und die Ästhetik des Vorbehalts. In: Carsten Gansel (Hrsg.): Christa Wolf – Im Strom der Erinnerung. V&R unipress, Göttingen 2014, ISBN 978-3-8471-0249-6, S. 139–150.

### Hochschulschriften
- Alena Janke: Antiker Mythos und moderne Literatur, zum Problem von Tradition und Innovation im Werk von Christa Wolf („Kassandra“ und „Medea. Stimmen“), Hamburg 2010, DNB 1006374507 (Online-Dissertation Universität Hamburg 2010, Volltext online PDF, kostenfrei, 218 Seiten, 820 kB).